# رولز-رویس ای‌ئی ۲۱۰۰
رولز-رویس ای‌ئی ۲۱۰۰ (به انگلیسی: Rolls-Royce AE 2100) یک موتور هواگرد ساختِ کارخانهٔ رولز-رویس نورث آمریکا و الیسن انجین در کشور ایالات متحده آمریکا است.